# Crioll de Brava
El Crioll de Brava és un dialecte del crioll capverdià, que pertany al grup dels criolls de Sotavento, parlat principalment a l'illa Brava.
S'estima que és parlat per l'1,36% de la població de Cap Verd, però aquest número podria ser lleugerament més gran a causa de l'emigració interna a les illes, i encara més si hi afegim els parlants a comunitats d'emigrants a l'estranger.

## Característiques
Més enllà de les característiques generals dels criolls de Sotavento el crioll de Brava té les següents característiques:
- L'aspecte progressiu del present és format col·locant stâ abans dels verbs: stâ + V.
- El so /õ/ (derivat del portuguès /ɐ̃w/ escrit ão) està representat per /ɐ̃/. Ex. coraçã en comptes de coraçõ «coração», mã en comptes de mõ «mão», razã en comptes de razõ «razão».